# Episodi di Star Wars Resistance (prima stagione)
La prima stagione della serie televisiva animata Star Wars Resistance è stata trasmessa negli Stati Uniti su Disney XD dal 7 ottobre 2018, e si è conclusa il 17 marzo 2019. In Italia invece il primo episodio è stato trasmesso su Disney XD il 13 ottobre 2018, mentre l'ultimo è andato in onda il 4 maggio 2019.
I dodici cortometraggi, diretti da Steward Lee, invece sono stati pubblicati sul canale YouTube Disney Channel dal 10 dicembre al 31 dicembre 2018. I cortometraggi in italiano sono inediti.
| n°             | Titolo originale             | Titolo italiano                | Distribuzione USA | Prima TV Italia  | Cod. prod.     |
| Prima stagione | Prima stagione               | Prima stagione                 | Prima stagione    | Prima stagione   | Prima stagione |
| -------------- | ---------------------------- | ------------------------------ | ----------------- | ---------------- | -------------- |
| 1              | The Recruit: Part 1          | La recluta (prima parte)       | 7 ottobre 2018    | 13 ottobre 2018  | 101            |
| 2              | The Recruit: Part 2          | La recluta (seconda parte)     | 7 ottobre 2018    | 13 ottobre 2018  | 102            |
| 3              | The Triple Dark              | Il triplo oscuro               | 14 ottobre 2018   | 20 ottobre 2018  | 103            |
| 4              | Fuel for the Fire            | L'ipercombustibile             | 21 ottobre 2018   | 27 ottobre 2018  | 104            |
| 5              | The High Tower               | Nella torre                    | 28 ottobre 2018   | 3 novembre 2018  | 105            |
| 6              | The Children from Tehar      | Amici e nemici                 | 4 novembre 2018   | 10 novembre 2018 | 106            |
| 7              | Signal from Sector Six       | Segnale dal settore Sei        | 11 novembre 2018  | 17 novembre 2018 | 107            |
| 8              | Synara's Score               | Un punto per Synara            | 18 novembre 2018  | 24 novembre 2018 | 108            |
| 9              | The Platform Classic         | La Platform Classic            | 25 novembre 2018  | 1 dicembre 2018  | 109            |
| 10             | Secrets and Holograms        | Segreti e ologrammi            | 2 dicembre 2018   | 8 dicembre 2018  | 110            |
| 11             | Station Theta Black          | La stazione Theta Black        | 9 dicembre 2018   | 9 marzo 2019     | 111            |
| 12             | Bibo                         | Bibo                           | 13 gennaio 2019   | 16 marzo 2019    | 112            |
| 13             | Dangerous Business           | Affari pericolosi              | 20 gennaio 2019   | 23 marzo 2019    | 114            |
| 14             | The Doza Dilemma             | Il dilemma di Doza             | 27 gennaio 2019   | 30 marzo 2019    | 115            |
| 15             | The First Order Occupation   | L'occupazione del Primo Ordine | 3 febbraio 2019   | 6 aprile 2019    | 116            |
| 16             | The New Trooper              | Il nuovo assaltatore           | 10 febbraio 2019  | 13 aprile 2019   | 117            |
| 17             | The Core Problem             | Una scoperta preoccupante      | 17 febbraio 2019  | 20 aprile 2019   | 118            |
| 18             | The Disappeared              | Gli scomparsi                  | 24 febbraio 2019  | 27 aprile 2019   | 119            |
| 19             | Descent                      | La discesa                     | 3 marzo 2019      | 4 maggio 2019    | 120            |
| 20             | No Escape: Part 1            | Non c'è scampo (prima parte)   | 10 marzo 2019     | 4 maggio 2019    | 121            |
| 21             | No Escape: Part 2            | Non c'è scampo (seconda parte) | 17 marzo 2019     | 4 maggio 2019    | 122            |
| Cortometraggi  |                              |                                |                   |                  |                |
| 1              | The Search for Kaz           |                                | 10 dicembre 2018  | Inediti          | N.D.           |
| 2              | Dart and Cover               |                                | 10 dicembre 2018  | Inediti          | N.D.           |
| 3              | Neeku's Reward               |                                | 10 dicembre 2018  | Inediti          | N.D.           |
| 4              | When Thieves Drop By         |                                | 17 dicembre 2018  | Inediti          | N.D.           |
| 5              | Treasure Chest               |                                | 17 dicembre 2018  | Inediti          | N.D.           |
| 6              | G-LN                         |                                | 17 dicembre 2018  | Inediti          | N.D.           |
| 7              | Bucket's Quest               |                                | 23 dicembre 2018  | Inediti          | N.D.           |
| 8              | Unmotivated                  |                                | 24 dicembre 2018  | Inediti          | N.D.           |
| 9              | The Need for Speed           |                                | 24 dicembre 2018  | Inediti          | N.D.           |
| 10             | Sixty Seconds to Destruction |                                | 31 dicembre 2018  | Inediti          | N.D.           |
| 11             | Buggles' Day Out             |                                | 31 dicembre 2018  | Inediti          | N.D.           |
| 12             | The Rematch                  |                                | 31 dicembre 2018  | Inediti          | N.D.           |

## La recluta
- Titolo originale: The Recruit: Part 1 & 2
- Diretto da: Steward Lee (prima parte), Saul Ruiz (seconda parte)
- Scritto da: Brandon Auman (sceneggiatore), Dave Filoni (soggettista)

### Trama
Sono tempi di pace nella Galassia: infatti il malvagio Imperatore Sheev Palpatine, alias Darth Sidious, e il suo Impero Galattico sono stati tutti sconfitti, la Ribellione ha vinto la Battaglia di Endor e tutta la Galassia è ormai in pace. Tuttavia, trent'anni dopo, dalle ceneri dell'Impero, sorge il sinistro Primo Ordine, guidato dall'enigmatico Leader Supremo Snoke. In un grande giorno, durante una spedizione, il giovane pilota della marina della Nuova Repubblica Kazuda Xiono viene attaccato dallo spietato maggiore del Primo Ordine Elrik Vonreg, fino a quando non viene raggiunto da Poe Dameron, il miglior pilota della coraggiosa Resistenza del Generale Organa, che riesce a sconfiggere Vonreg, ma quest'ultimo riesce a fuggire. Kaz entra così nella Resistenza, e Poe gli dà una missione: recarsi su Castillon, sede del Colosso, una potente stazione, per spiare la crescente minaccia del Primo Ordine che sta cercando di ottenere il Colosso dal capitano Immanuel Doza. Per non farlo passare osservato, però Poe chiede a Jarek Yeager, un suo vecchio amico di prendersi cura di Kaz durante la sua missione. Kaz, accompagnato da BB-8, il piccolo droide di Poe, entra nella squadra di meccanici di Yeager, composto da Tam Ryvora, Neeku e Bucket, il droide di Yeager. Kaz si vanta di essere il miglior pilota della Galassia, e Neeku ci crede, e lo dice a tutti gli abitanti del Colosso, che decidono di organizzare una sfida tra Kaz e gli Assi, i migliori piloti del Colosso. Tra gli avversari che deve scegliere, Kaz sceglie Torra, la figlia di Doza. Per far sì che il ragazzo abbia una nave, Yeager gli dà la Fireball, una nave che Tam sta cercando di riparare da molto tempo. Il giorno dopo, è arrivata la sfida, ma Yeager avverte Kaz di non andare così veloce altrimenti si schianterà sul mare sotto il Colosso. Kaz però ignora gli avvertimenti di Yeager, e va talmente veloce che si schianta. Kaz riesce però a sopravvivere, e da quel momento dopo la corsa, comincerà a spiare il Primo Ordine.
- Ascolti USA: telespettatori 0.33 milioni[7]

## Il triplo oscuro
- Titolo originale: The Triple Dark
- Diretto da: Sergio Paez
- Scritto da: Kevin Burke, Chris Wyatt

### Trama
Sul Colosso, arriva un nuovo individuo, dal nome Hallion. Kaz comincia ad avere qualche sospetto su di lui. Poche ore dopo, Hallion se ne va, e Kaz continua ad avere dei dubbi su quest'ultimo. Poco dopo, un marinaio gli dice che deve entrare subito dentro perché sta per arrivare un triplo oscuro, un temporale usato spesso dai pirati per i loro attacchi. Kaz dice al marinaio su Hallion che lo aveva sentito parlare con il suo amico Kragan, e voleva andarsene a causa dell'arrivo del triplo oscuro. Il marinaio, allora gli dice che l'amico di Hallion è un pirata molto noto e temuto che si chiama Kragan Gorr e che i suoi pirati stanno per attaccare il Colosso. Con l'aiuto di BB-8, Kaz riesce a sconfiggere Kragan e la sua ciurma di pirati.

## L'ipercombustibile
- Titolo originale: Fuel for the Fire
- Diretto da: Bosco Ng
- Scritto da: Eugene Son

### Trama
Kaz conosce un ragazzo di nome Jace Ruklin, con il quale diventa subito suo amico. I due passano due ore insieme, e dopo Yeager, che sta cercando Kaz, lo vede con Ruklin e se lo riprende. Tornati alla sua officina, Yeager rimprovera Kaz dicendogli che dovrebbe lavorare, anziché sprecare l'intera giornata non facendo nulla. Kaz però ignora i consigli di Yeager, e si ritrova con Ruklin, che entrano nell'ufficio di Yeager. Qui, Kaz scopre che Yeager aveva una famiglia, e faceva parte della Ribellione, combattendo anche la battaglia di Jakku. Ruklin ruba l'ipercombustibile, una benzina da far andare le navi molto veloci, e lui e Kaz fuggono prima di essere scoperti. Ruklin usa l'ipercombustibile nella sua nave per la sua prossima corsa, e intanto Bucket si accorge che l'ipercombustibile è stato rubato. Kaz viene avvertito da Neeku e Tam di quanto l'ipercombustibile possa essere pericoloso. Capendo che è stato Ruklin a rubarlo, Kaz si precipita a salvare il suo amico, facendolo uscire in tempo dalla sua nave, ma i due stanno per precipitare nel mare sotto il Colosso. Con l'aiuto di BB-8 e Yeager, che aveva visto Kaz correre, i due sono salvi, anche se la nave di Ruklin è ormai andata, e Ruklin afferma a Kaz che questa gliela farà pagare.

## Nella torre
- Titolo originale: The High Tower
- Diretto da: Steward Lee
- Scritto da: Stephany Folsom

### Trama
Kaz si infiltra nella torre di Doza per scoprire come sta andando l'accordo tra quest'ultimo e il Primo Ordine. Intercettando una discussione tra Doza e Vonreg, Kaz scopre che Doza prima o poi firmerà l'accordo con il Primo Ordine per proteggere il Colosso dagli attacchi dei pirati. Dopo la discussione, però, Kaz viene scoperto e Vonreg ordina agli stormtrooper di catturarlo. Kaz comincia così a correre, fino a quando non incontra Torra, che lo aiuta a fuggire dalla torre, e tornare nell'officina di Yeager.

## Amici e nemici
- Titolo originale: The Children from Tehar
- Diretto da: Saul Ruiz
- Scritto da: Paul Giacoppo

### Trama
Per comprare un nuovo riparatore di energia per Tam, Kaz decide di dare la caccia a Kel e Elia, due bambini poveri a cui sono state date delle grosse taglie sopra le loro teste. Grazie a BB-8, Neeku e dei suoi amici nei sotterranei, Kaz riesce ad ottenere i due bambini. Kaz scopre da loro che Kel e Elia sono due bambini, provenienti dal pianeta Tehar, che è stato attaccato dal Primo Ordine, e Kel e Elia sono riusciti a fuggire, per poi recarsi sul Colosso. Nel frattempo, Doza, che è stato avvisato da Kaz riguardo ai due bambini, contatta la spietata Capitano Phasma del Primo Ordine, e le dice dei bambini. Phasma manda così lo spregevole comandante Pyre, per catturare Kel e Elia. Pyre riesce a trovarli, e si appresta a prenderli. Tuttavia, Kel e Elia si buttano giù nel mare sotto il Colosso. In quanto l'acqua è troppo fredda che potrebbe uccidere chiunque ci entri, Pyre pensa di aver eliminato i bambini, contattando poi Phasma riguardo al successo della missione. Dopodiché se ne va, anche se Kel e Elia hanno solo finto le loro morti: infatti non sono stati loro a gettarsi nel mare, ma due degli amici di Neeku, che però sono sopravvissuti. Inoltre, sono riusciti a riparare il riparatore di energia, così Kaz lo ridà a Tam, e poi contatta la Resistenza, avvertendoli dei due bambini e del misterioso guerriero mascherato del Primo Ordine, che ha guidato l'attacco su Tehar: Kylo Ren.

## Segnale dal settore Sei
- Titolo originale: Signal from Sector Six
- Diretto da: Sergio Paez
- Scritto da: Brandon Auman

### Trama
Yeager porta fuori Kaz dal Colosso, e lo riconduce da Poe, il quale vuole fargli un addestramento. Durante l'addestramento, Kaz e Poe ricevono un segnale da un misterioso settore, chiamato settore Sei, e decidono di andare a controllare. Arrivati sul posto, scoprono che un'intera squadra di soldati è stata eliminata da delle scimmie potenziate in laboratorio. Solo un soldato è sopravvissuto, e scappano dal settore e tornano sulle loro navicelle. Poe riconduce così Kaz da Yeager, salutando poi il ragazzo e BB-8. Il soldato salvato da Kaz e Poe si risveglia, e lo attacca ma quest'ultimo dice che sono solo amici. Kaz, Yeager e il soldato, che si chiama Synara San, tornano sul Colosso, e poco dopo Synara si allontana da Kaz e Yeager. Si scopre che in realtà Synara è una piratessa, membro della ciurma di Kragan-Gorr, avvertendo il suo capo di essere sul Colosso.

## Un punto per Synara
- Titolo originale: Synara's Score
- Diretto da: Bosco Ng
- Scritto da: Gavin Hignight

### Trama
Doza ordina a Yeager e al suo team di riparare dei vecchi cannoni per proteggere il Colosso dagli attacchi dei pirati, visto che gli Assi sono impegnati con un'altra missione, e senza gli Assi la stazione diventa indifesa. Per riparare i cannoni, però, Kaz e Tam decidono di chiedere dei pezzi di ricambio da Synara. Quest'ultima dà i pezzi di ricambio ai due, e poi si mettono al lavoro sui cannoni. Ma Tam decide di fare una pausa per cercare Synara, il quale sembra essere diventata sua amica. Poco dopo, Kragan e i suoi pirati attaccano il Colosso, e Kaz e Yeager cercano di accendere i cannoni, ma ingaggiano una lotta contro Kragan, che però hanno la meglio, e riescono ad accendere i cannoni, che cominciano ad attaccare i pirati. Kragan ordina la ritirata, e così il Colosso è salvo, anche se è molto distrutto. Con questo evento, Doza decide di contattare Pyre riguardo al suo accordo, e gli dice che sta arrivando.

## La Platform Classic
- Titolo originale: The Platform Classic
- Diretto da: Steward Lee
- Scritto da: Kevin Burke, Chris "Doc" Wyatt

### Trama
Sul Colosso, si sta tenendo la Platform Classic, una gara in cui tutti i piloti della Galassia partecipano, e chi sarà il vincitore riceverà un premio di mille crediti. Alla corsa, partecipa anche Marcus Speedstar, il fratello di Yeager con il quale non si vedono da anni a causa di un litigio. Ma Marcus non è venuto solo per la corsa, ma anche per salvare un suo amico tenuto prigioniero dalle guardie della morte, che se non pagherà loro lo potrà perdere. Per aiutare il fratello, Yeager manda Kaz, e il ragazzo scopre che anche Yeager un tempo era un pilota, ed era migliore di Marcus. Yeager continuava a vincere corse su corse, e il fratello voleva a tutti i costi vincere, così usò dell'ipercombustibile per migliorare il suo caccia, ma a causa dell'enorme uso si scatenò un incidente che morirono diverse persone, tra cui la famiglia di Yeager. Quest'ultimo non perdonò il fratello, e decise di non vederlo mai più. Il giorno dopo, la corsa è arrivata e partecipa anche Yeager. Durante la corsa, Marcus chiede umilmente scusa a suo fratello, dicendogli quanto li è dispiaciuto di ciò che ha fatto tempo prima, facendogli anche notare quanto è importante che vinca la corsa. All'ultimo, Yeager lascia vincere Marcus e con i soldi ottenuti, paga le guardie della morte e il suo amico è ora libero. Prima di andare, Marcus e Yeager fanno finalmente pace, e si salutano.

## Segreti e ologrammi
- Titolo originale: Secrets and Holograms
- Diretto da: Saul Ruiz
- Scritto da: Stephany Folsom

### Trama
Kaz e BB-8 stanno per tornare nella torre di Doza per decriptare i piani riguardo all'accordo tra Doza e il Primo Ordine. Strada facendo, però, i due si imbattono in Torra, il quale è fuggita dalla torre perché suo padre è diventato troppo apprensivo nei suoi confronti da quando è arrivato il Primo Ordine. Dopo aver fatto un giro nel mercato, Kaz saluta Torra, e lui e BB-8 entrano nell'ufficio di Doza per decriptare i piani. Tuttavia Jace Ruklin, vecchio amico di Kaz che c'è la con lui per avergli distrutto il suo aereo, avverte Doza e i due entrano nell'ufficio. Kaz e BB-8 riescono a nascondersi in tempo, e dopo che Doza e Ruklin se ne vanno, Kaz e BB-8 escono dall'ufficio. In seguito, Torra aiuta i due a fuggire dalla torre attraverso una scorciatoia. Dopodiché, Kaz e Torra si salutano e tornano nelle loro rispettive case.

## La stazione Theta Black
- Titolo originale: Station Theta Black
- Diretto da: Sergio Paez
- Scritto da: Brandon Auman

### Trama
Dopo aver decriptato i piani a Doza, Kaz e BB-8 lasciano Castillon e si ricongiungono con la Resistenza per consegnare a loro i piani. Dopo aver fatto ciò, Kaz e BB-8, insieme a Poe e al droide CB-23, fanno una spedizione finché non trovano qualcosa di strano. Il gruppo entra infatti in una stazione chiamata Theta Black, dove scoprono che è una stazione del Primo Ordine che verrà demolita. Inoltre scoprono che quella è una stazione dove vengono fabbricate armi, e che il Primo Ordine vuole demolire per evitare che questi segreti vengano rivelati. I quattro tentano così di fuggire, ma vengono braccati dagli stormtrooper guidati dal Capitano Phasma. Inizia così una rocambolesca fuga, che si conclude con Kaz, Poe e il Primo Ordine che riescono a fuggire prima della distruzione della stazione. Tornati dalla Resistenza, Kaz e Poe erano riusciti in tempo a decriptare i segreti, che li consegnano al generale Organa, e Kaz e BB-8 ritornano sul Colosso.

## Bibo
- Titolo originale: Bibo
- Diretto da: Bosco Ng
- Scritto da: Paul Giacoppo

### Trama
Durante una missione con Synara, Kaz e Neeku trovano uno strano animale che a Neeku piace all'istante, e che decide di adottare e chiamarlo Bibo. Yeager, che non vuole animali all'interno della sua officina, permette a Neeku di tenere Bibo ma a condizione che non faccia disastri, altrimenti sarà costretto a farlo andare via. Bibo però continua a fare disastri, così Yeager ordina a Neeku di far andare via il suo amico, ma Neeku minaccia Yeager dicendogli che se Bibo se ne andrà, lo farà anche lui. Bibo sparisce misteriosamente, e Neeku si mette sulle sue tracce. Nel frattempo, Kaz e Synara partono per un'altra missione, ma vengono attaccati da un terribile calamaro che si sta dirigendo verso il Colosso. Il calamaro attacca la stazione, e gli Assi intervengono per fermarlo. Intanto, Neeku riesce a trovare Bibo ma scopre che il calamaro lo vuole. Capendo che Bibo è il figlio del calamaro, Neeku lascia andare il suo amico, salvando così la stazione.

## Affari pericolosi
- Titolo originale: Dangerous Business
- Diretto da: Saul Ruiz
- Scritto da: Eugene Son

### Trama
In cambio di alcuni pezzi di ricambio per la Fireball, Kaz accetta di badare al negozio di Flix e Orka mentre quest'ultimi sono via. Kaz entra in combutta con uno strano cliente che si fa chiamare Teroj Kee, che dice di essere un operaio della gilda mineraria. Teroj chiede a Kaz un connettore di base che si trova nel retro del negozio, ma Kaz, che era stato avvertito da Flix e Orka di non dare niente ai clienti che si trovi nel retro del negozio glielo nega. Così poche ore dopo, Teroj ritorna e attacca il negozio, prendendosi il connettore di base. Con BB-8, Kaz segue Teroj entrando nella sua nave, e per evitare che Teroj scappi con il connettore di base, lo distrugge distruggendo anche la nave. Kaz e BB-8 riescono a fuggire attraverso una capsula di salvataggio, tornando così sul Colosso, mentre Teroj riesce a fuggire anche lui.

## Il dilemma di Doza
- Titolo originale: The Doza Dilemma
- Diretto da: Sergio Paez
- Scritto da: Gavin Hignight

### Trama
Synara fa entrare alcuni suoi compagni pirati per una missione non specificata. Synara scopre poi che la missione è catturare Torra, e consegnarla al Primo Ordine, e questo farà sì che Doza accetti l'accordo tra lui e il Primo Ordine, infatti gli attacchi causati precedentemente erano stati fatti per far sì che Doza accettasse l'accordo, e in cambio il Primo Ordine avrebbe protetto il Colosso dagli attacchi dei pirati. Synara avverte così Kaz, che si precipita a salvare Torra, mentre Synara avverte Doza della cattura di sua figlia, e quest'ultimo manda gli Assi a salvarla. Nel frattempo, Torra viene portata sulla nave di Kragan, e quando Vonreg si reca sulla nave per dare la ricompensa ai pirati, quest'ultimo li attacca e riesce a salvare Torra. Dopo questo evento, Doza accetta l'accordo tra lui e il Primo Ordine.

## L'occupazione del Primo Ordine
- Titolo originale: The First Order Occupation
- Diretto da: Bosco Ng
- Scritto da: Kevin Burke, Chris Wyatt

### Trama
Da quando Doza ha accettato l'accordo tra lui e il Primo Ordine, l'intero Colosso è sotto sorveglianza dagli stormtrooper del Primo Ordine. Kaz scopre inoltre che gli stormtrooper sono alla ricerca di una spia pirata, che è Synara che non ha possibilità di fuga, visto che Kragan e la sua ciurma non possono più avvicinarsi al Colosso altrimenti verrebbero attaccati. Kaz aiuta così Synara a fuggire dalla stazione attraverso una capsula di salvataggio, che viene poi avvistata da Kragan e la sua ciurma, e Synara torna con loro.

## Il nuovo assaltatore
- Titolo originale: The New Trooper
- Diretto da: Steward Lee
- Scritto da: Paul Giacoppo

### Trama
Durante una battuta di pesca, Kel e Elia vengono scoperti da uno stormtrooper che intende portarli via. Ma i due riescono a liberarsi, e sconfiggono lo stormtrooper. Dopodiché, chiedono aiuto a Kaz e quest'ultimo decide di indossare la sua corazza, per scoprire se lo stormtrooper, prima che venisse messo fuori gioco, ha messo le informazioni riguardanti Kel e Elia, e poi scoprire le informazioni segrete del Primo Ordine. Entrato in una navetta, Kaz scopre che fortunatamente lo stormtrooper non aveva messo informazioni su Kel e Elia, e riesce a rubare i piani del Primo Ordine a un droide. Ricongiuntosi con Kel e Elia, Kaz si libera della corazza e la rimette sullo stormtrooper che riprende i sensi. Tornato all'officina di Yeager, Kaz indaga insieme a BB-8 e Yeager le informazioni segrete del Primo Ordine, scoprendo perché quest'ultimo era intenzionato ad impossessarsi del Colosso: visto che il Colosso è una perfetta stazione da battaglia, il Primo Ordine lo voleva così da schiacciare i suoi nemici.

## Una scoperta preoccupante
- Titolo originale: The Core Problem
- Diretto da: Saul Ruiz
- Scritto da: Kevin Burke, Chris Wyatt

### Trama
Poe ritorna sul Colosso per prendere BB-8 per una missione su Jakku per ordine del generale Organa. Kaz, prima di salutare il suo amico droide, parte con Poe e CB-23 nel settore Epsilon 51-3. Arrivati sul posto, scoprono che l'intero settore è spento da molto tempo, e arrivati su un pianeta nelle vicinanze, scoprono qualcosa di preoccupante: l'intera popolazione, infatti, è stata sterminata e pensano che ci sia il Primo Ordine dietro questo massacro. Poco dopo, un droide sonda che li stava spiando viene scoperto, e dopo una lotta Kaz riesce a distruggerlo. Tuttavia, il droide era riuscito in tempo a mandare un messaggio, e un gruppo di Caccia TIE guidati da Vonreg arriva e li attacca. Kaz e Poe riescono a seminarli, e poi fanno lo scambio di droide: BB-8 ritorna con Poe partendo poi per la missione su Jakku, mentre Kaz ritorna sul Colosso con CB-23.

## Gli scomparsi
- Titolo originale: The Disappeared
- Diretto da: Sergio Paez
- Scritto da: Steven Melching

### Trama
Torra chiede aiuto a Kaz per cercare Hype Fazon, un suo amico che è misteriosamente scomparso. Aiutati da CB-23, Kaz e Torra si imbattono in una missione per cercare Hype, scoprendo infine che il Primo Ordine arresta coloro che hanno cercato di opporsi (Hype è stato arrestato quando alcuni stormtrooper li stavano mettendo sotto guardia la nave). Kaz, Torra e CB-23 mettono fuori gioco gli stormtrooper di guardia, e liberano Hype e le altre persone arrestate, che decidono di recarsi su Takodana.

## La discesa
- Titolo originale: Descent
- Diretto da: Bosco Ng
- Scritto da: Paul Giacoppo

### Trama
Dopo aver aiutato Torra a salvare Hype, Kaz e CB-23 ritornano all'officina di Yeager trovandosi però Pyre e gli stormtrooper del Primo Ordine, che hanno scoperto che è Kaz la spia della Resistenza sul Colosso. Pyre ordina agli stormtrooper di arrestare Kaz e i suoi compagni, ma Bucket riesce a salvarli creando una grande quantità di vapore. Approfittando della distrazione degli stormtrooper, Kaz, Yeager, Neeku, CB-23 e Bucket fuggono, ma Tam viene comunque catturata. Per contrastare Kaz e i suoi compagni, Pyre chiama sul Colosso l'agente Tierny per trovare Kaz e i suoi compagni. Tierny ordina agli stormtrooper di liberare Tam e la interroga per sapere cosa sa su Kaz e Yeager. Dopo averle detto ciò che sa, Tierny dice a Tam che Kaz e Yeager sono sempre stati agenti della Resistenza e che le hanno sempre mentito. Nel frattempo, Kaz, Yeager, Neeku, CB-23 e Bucket vengono aiutati da Kel, Elia e gli amici di Neeku che hanno aiutato Kaz a trovare i due bambini. Il gruppo escogita poi un piano per contattare la Resistenza, visto che il Primo Ordine ha interrotto tutte le comunicazioni. Kaz propone di far sprofondare il Colosso nel mare, così che le comunicazioni verranno ripristinate e potranno contattare in questo modo la Resistenza. Kaz ordina poi a CB-23 di entrare nella torre, e dire a Doza del loro piano. Nonostante sa che è rischioso, Doza consente a Kaz e i suoi compagni di farlo, ma a patto che non danneggeranno la torre. Il Colosso sprofonda così nel mare e quando l'intera stazione tranne l'alto è giù, Kaz, Yeager e CB-23 si precipitano in una missione per ripristinare le comunicazioni e contattare la Resistenza. Intanto, Pyre viene avvertito di ciò dagli stormtrooper, e dopo che Kaz ha registrato il messaggio, Pyre sopraggiunge sul luogo e li attacca. Yeager si sacrifica per permettere a Kaz e CB-23 di fuggire, venendo catturato anche lui. Tornati dagli altri, Kaz riceve un messaggio dal generale Organa, dicendole sfortunatamente che non potranno venire lì perché le loro forze sono insufficienti. Non potendo più contare sulla Resistenza, Kaz dice ai suoi amici che lo faranno da soli, e riporteranno il Colosso come era prima.

## Non c'è scampo
- Titolo originale: No Escape: Part 1 & 2
- Diretto da: Steward Lee (prima parte), Saul Ruiz (seconda parte)
- Scritto da: Brandon Auman

### Trama
Pyre arresta Doza per insubordinazione dopo che quest'ultimo ha saputo della cattura di Yeager e ha dato di matto, mettendolo nella stessa cella di Yeager. Nel frattempo, Kaz, Neeku, CB-23, Bucket, Kel e Elia organizzano un piano per raggiungere la torre. Kaz e CB-23 tornano sotto l'acqua per raggiungere la torre, ma vengono attaccati da due stormtrooper subacquei, che però Kaz e CB-23 riescono a sconfiggere. Tornati all'interno del Colosso, vengono raggiunti da Buggles, il cane di Torra che quest'ultima ha mandato per cercare e chiedere aiuto al suo amico. Kaz e CB-23 seguono Buggles, raggiungendo così Torra che dopo aver chiesto al suo cucciolo di andare, attraversano un passaggio sotterraneo per raggiungere le segrete del Colosso e liberare Doza e Yeager. Kaz, Torra e CB-23 riescono a liberarli, e Kaz viene avvertito da Neeku che ha scoperto che il Colosso non è solo una stazione, ma anche una nave con cui potrebbero fuggire. Il gruppo organizza così un piano, che consiste nel sconfiggere gli stormtrooper e poi fuggire. Intanto, Pyre ordina l'evacuazione dal Colosso, e lui, Tierny e Tam si apprestano ad andarsene. Poco prima che Tam se ne vada però, Kaz e Yeager riescono a raggiungerla, dicendole che loro sono la sua vera famiglia e che il Primo Ordine le sta mentendo. Pyre però ha chiamato gli stormtrooper, e Kaz ordina a Neeku di fare ciò che hanno stabilito. Neeku accende così i comandi del Colosso, che inizia a salire dal mare riuscendo a liberarsi. Tam però deve fare una scelta: restare con Yeager o andare con il Primo Ordine. Tam alla fine sceglie di andare con il Primo Ordine, e Kaz, Yeager, Torra e il resto degli Assi proseguono la battaglia contro il Primo Ordine. In loro aiuto arrivano anche Synara e i suoi amici pirati, che avevano raggiunto il messaggio d'aiuto di Kaz, e che Synara li aveva convinti ad aiutarli. Nel frattempo Vonreg, che è stato contattato da Pyre, arriva e attacca. Kaz e Yeager ingaggiano con lui uno scontro, e Kaz distrugge il caccia TIE di Vonreg uccidendolo. Kaz e Yeager riescono a tornare sul Colosso in tempo, prima che faccia il salto nell'iperspazio, fuggendo così da Castillon. Fuggiti dal pianeta, ora Kaz, Yeager e i loro amici si dirigono verso D'Qar, la base della Resistenza.